# Alex Wiska
Alex Wiska (* 12. November 1950 in Dattenfeld; eigentlich Alexander Wiska; † 3. März 2011 in Siegburg) war ein deutscher Musiker. Bekanntheit erlangte er vor allem durch die Verwendung einer elektrisch verstärkten Saz als Solomusiker und mit seiner Band Alex Oriental Experience.

## Biografie
Wiskas musikalische Laufbahn begann in Köln in den 1960er Jahren, als er Mitglied der Bands Famous Four und Playboys war. Auf der Single Ombächli der Playboys war Wiska 1967 erstmals auf einer Plattenveröffentlichung zu hören. 1968 studierte er zwei Semester lang am Musikkonservatorium Köln, verließ dann jedoch seine Heimatstadt und kam über New York nach Ibiza, wo er mit Uli Hundt (später: Schroeder Roadshow) die Band Sweet Stoned gründete. 1970 kam Wiska in die Türkei und wurde Gitarrist bei der erfolgreichen Band von Cem Karaca, mit der er zwei „Goldene Schallplatten“ erzielte. Bei Mahzuni Şerif erlernte er den Umgang mit der Saz, die in einer von ihm entwickelten elektrisch verstärkten Variante künftig sein bevorzugtes Instrument war.
Zurück in Deutschland produzierten Holger Czukay, Jaki Liebezeit und Irmin Schmidt von Can 1972 Wiskas erste Solo-LP, 1974 folgte die von Liebezeit produzierte zweite Solo-LP. Von 1976 bis 1980 absolvierte Wiska zahlreiche Solo-Auftritte mit Saz und Rhythmusgerät, u. a. im Vorprogramm von Frank Zappa und Bad Company. 1980 gründete er schließlich mit Manni von Bohr und Horst Stachelhaus die Band Alex Oriental Experience, die bis 1998 auf Wiskas ebenfalls 1980 gegründetem Label Wiska Records 13 Alben veröffentlichte.
Ihn verband eine Freundschaft mit dem türkischen Musiker Gültekin Kaan.